# Neivamyrmex texanus
Neivamyrmex texanus é uma espécie de formiga do gênero Neivamyrmex.